# Acanthurus mata
Chirurgien pâle
Espèce
Synonymes
- Acanthurus bleekeri Günther, 1861
- Acanthurus weberi Ahl,
- Chaetodon mata Cuvier, 1829
- Chaetodon meta Cuvier, 1829

Statut de conservation UICN

 LC  : Préoccupation mineure
Le Chirurgien pâle (Acanthurus mata) est un poisson marin membre de la famille des Acanthuridae, plus communément nommés Poissons-chirurgiens. 

## Description

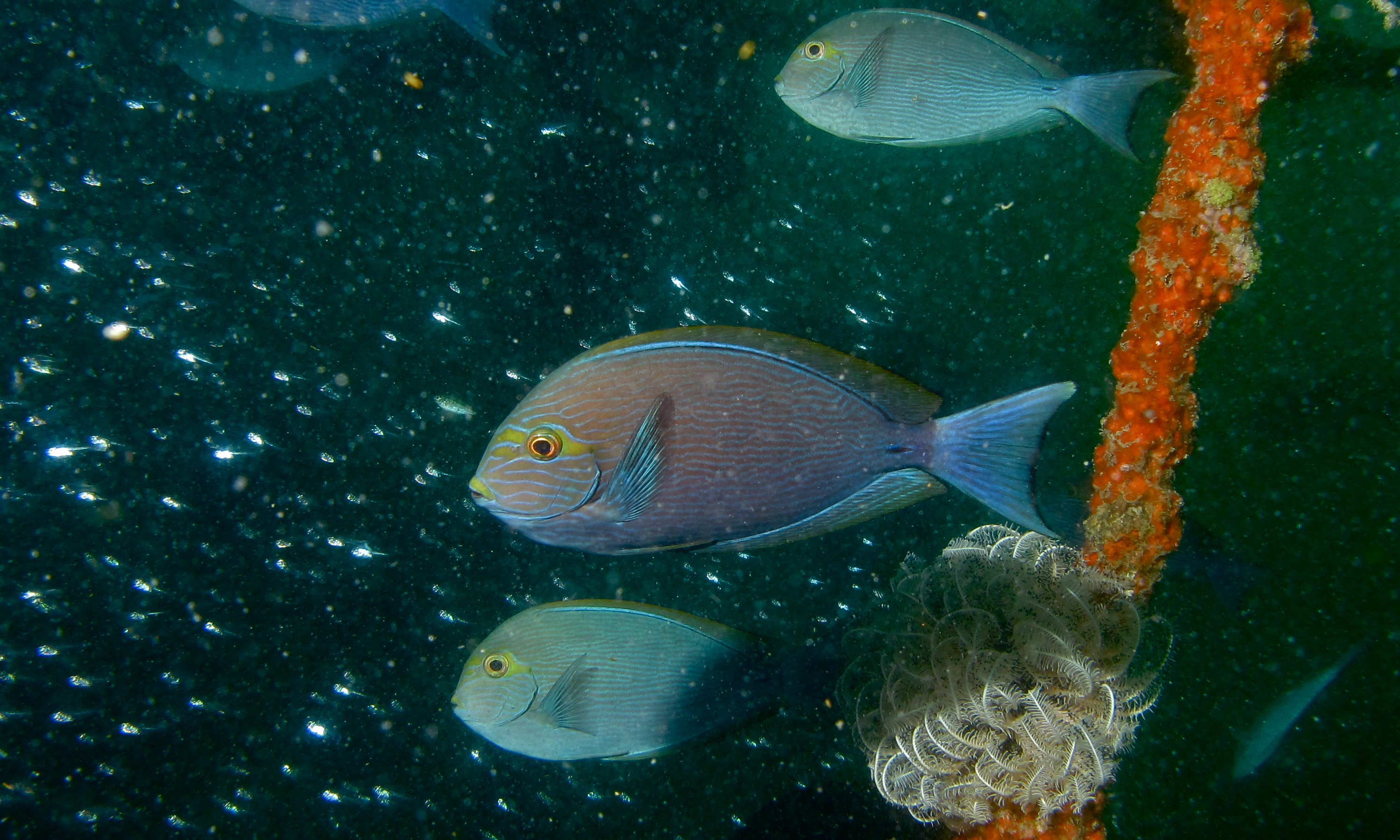
Acanthurus mata (Sabah, Malaisie)

Acanthurus mata est un poisson de taille moyenne pouvant atteindre 50 cm de long. Son corps est comprimé latéralement et de forme ovale. Les poissons-chirurgiens nagent à l'aide de leurs nageoires pectorales et non caudale, cette dernière est considérée comme falciforme. La nageoire caudale est en forme de croissant. La bouche est petite et terminale.
Son corps est strié de lignes bleutées horizontales sur une teinte de fond brune pouvant évoluée vers le gris pâle. Un trait jaune traverse l’œil, il est doublé du côté antérieur. La lèvre supérieure est jaune. La nageoire dorsale et anale sont bleutées avec une nuance de jaune, la base de ces dernières est soulignée par un fin trait noir. La fente de l'aiguillon érectile est plus sombre.

## Répartition et habitat
Le chirurgien pâle a une large répartition dans les mers tropicales de l'Océan Indien aux archipels du centre de l'Océan Pacifique, il est donc présent dans tout le bassin Indo-Pacifique
Acanthurus mata est un poisson de récif qui apprécie les tombants et les fonds rocheux. Il peut aussi vivre dans des eaux turbides. Il évolue en général entre 5 et 45 m de profondeur.

## Comportement
Acanthurus mata a une activité diurne et est démersale. Il est solitaire lorsqu'il évolue sur le récif mais en phase de nourrissage, il peut se former de petits groupes en pleine eau. Comme tous les Acanthurinae, il est doté d'un aiguillon érectile situé au niveau du pédoncule caudal et qui constitue un redoutable moyen de défense.

## Alimentation
Acanthurus mata est planctonophage.